# Arthroleptis aureoli
Arthroleptis aureoli – gatunek płaza bezogonowego z rodziny artroleptowatych (Arthroleptidae). Występuje endemicznie w Sierra Leone i na przyległym obszarze Gwinei. Jego środowisko naturalne stanowią tereny nizinne klimatu równikowego i podrównikowego – lasy, plantacje, wiejskie ogrody w pobliżu lasów, często w pobliżu rzek i strumieni, bytuje też na kamieniach. Jest bliski zagrożenia wyginięciem ze względu na utratę i degradację swych siedlisk. Niewykluczone, że nie potrzebuje wody do rozmnażania, inaczej niż większość jej krewniaków. Informacja ta nie została potwierdzona.